# Коллинз, Пол (регбист)
Пол Коллинс (англ. Paul Collins, родился 7 декабря 1959 года в Корке) — ирландский регбист, игравший на позиции фланкера.

## Биография
Выступал на клубном уровне за «Лэнсдаун» (по два раза побеждал с клубом в Ленстерской лиге и в Кубке Ленстера; капитан в сезоне 1987/88), команду Университетского колледжа в Корке и «Лондон Айриш» (капитан команды), также представлял в первенстве провинций «Ленстер». За сборную Ирландии сыграл всего два матча: 30 мая 1987 года против Канады на первом в истории Кубке мира в Новой Зеландии и 3 февраля 1990 года против Шотландии на Кубке пяти наций.